# Dilophops bullatus
Dilophops bullatus är en mångfotingart som beskrevs av Loomis 1934. Dilophops bullatus ingår i släktet Dilophops och familjen fingerdubbelfotingar. Inga underarter finns listade i Catalogue of Life.